# Louis Pasteur (Edelfelt)
Pour les articles homonymes, voir Louis Pasteur.
Louis Pasteur est un tableau réalisé par le peintre finlandais Albert Edelfelt en 1885. De format vertical, cette huile sur toile est le portrait de Louis Pasteur dans son laboratoire de la rue d'Ulm, à Paris. Le savant y figure observant un bocal contenant la moelle épinière d'un lapin, qu'il manipule dans le cadre de ses recherches sur la rage. Présentée au Salon en 1886, l'œuvre permet à l'artiste d'obtenir la Légion d'honneur. Achetée par l'État à son créateur en 1887, elle demeure à la Sorbonne jusqu'en 1922, quand elle passe au musée du Luxembourg, puis en 1923 au musée du Louvre et en 1929 au château de Versailles. Toujours partie des collections de ce dernier, elle se trouve depuis 1986 en dépôt au musée d'Orsay,.